# Lewis Capaldi
Lewis Marc Capaldi (sinh ngày 7 tháng 10 năm 1996) là một ca sĩ, nhạc sĩ người Scotland. Capaldi đã đạt được thành công toàn cầu trong suốt năm 2019 với đĩa đơn đột phá mang tầm quốc tế "Someone You Loved", đĩa đơn này đã đứng đầu Bảng xếp hạng đĩa đơn của Anh trong 7 tuần, biến nó trở thành một trong những đĩa đơn đứng vị trí thứ nhất lâu nhất trong lịch sử bảng xếp hạng Anh.
Vào ngày 17 tháng 5 năm 2019, anh phát hành album đầu tay, Divinely Uninspired to Hellish Extent, album này đứng đầu Bảng xếp hạng Album Anh trong sáu tuần.